# Chilostoma harpya
Chilostoma harpya is een slakkensoort uit de familie van de Helicidae. De wetenschappelijke naam van de soort is voor het eerst geldig gepubliceerd in 1995 door Subai.